# Chamberlain (Uruguay)
Chamberlain ist eine Ortschaft in Uruguay.

## Geographie
Chamberlain befindet sich auf dem Gebiet des Departamento Tacuarembó in dessen Sektor 10 in der Cuchilla de Peralta. Die Entfernung Chamberlains zur Hauptstadt Montevideo beträgt 289 Kilometer. Nächstgelegene Ansiedlungen sind im Süden Paso de los Toros und Cardozo im Nordosten. Im Osten erstreckt sich das Mündungsdelta (Brazo del Cardozo) des Arroyo Cardozo. Einige Kilometer nördlich des Ortes entspringen der Arroyo Guayabos und der Arroyo del Sauce, während sich die Quellen der rechtsseitigen Río-Negro-Nebenflüsse Arroyo de los Molles und des Arroyo del Sauce in unmittelbarer Ortsnähe befinden.

## Infrastruktur
Westlich Chamberlains führt die Fernstraße Ruta 5 vorbei. Durch den Ort Chamberlain führt die Bahnstrecke Paso de los Toros–Rivera. Die dort befindliche Eisenbahnstation gehörte Anfang des 20. Jahrhunderts zum Unternehmen Central Uruguay Railway und hat als Holzverladeplatz Bedeutung.

## Einwohner
Beim Census 2011 betrug die Einwohnerzahl von Chamberlain 52, davon 26 männliche und 26 weibliche.
| Jahr | Einwohner |
| ---- | --------- |
| 1963 | 125       |
| 1975 | 133       |
| 1985 | 113       |
| 1996 | 91        |
| 2004 | 51        |
| 2011 | 52        |

Quelle: Instituto Nacional de Estadística de Uruguay

## Söhne und Töchter Chamberlains
- Sara de Ibáñez (1909–1971), Dichterin